# Arquidiocese de Campala
A Arquidiocese de Campala (Archidiœcesis Kampalænsis) é uma circunscrição eclesiástica da Igreja Católica situada em Campala, Uganda. Seu atual Arcebispo é Paul Ssemogerere. Sua Sé é a Catedral de Santa Maria.
Possui 66 paróquias servidas por 358 padres, abrangendo uma população de 4 617 618 habitantes, com 41,1% da dessa população jurisdicionada batizada (1 897 224 católicos).

## História
O pró-vicariato apostólico de Nyanza foi erigido em 27 de setembro de 1880 com o decreto Cum R.P.D. Karolus Lavigerie da Congregação de Propaganda Fide, recebendo o território do vicariato apostólico da África Central (atual Arquidiocese de Cartum).
Em 31 de maio de 1883 foi elevado à categoria de vicariato apostólico com o nome de vicariato apostólico de Victoria-Nyanza.
Em 13 de julho de 1894, cedeu uma parte de seu território em proveito da ereção dos vicariatos apostólicos do Alto Nilo (hoje Arquidiocese de Tororo) e de Victoria-Nyanza Meridional (atual Arquidiocese de Mwanza) e ao mesmo tempo mudou novamente seu nome para vicariato apostólico de Victoria-Nyanza Setentrional.
Em 15 de janeiro de 1915 mudou de nome para vicariato apostólico de Uganda.
Em 27 de junho de 1922, 28 de maio de 1934 e 25 de maio de 1939 cedeu partes de seu território em favor da ereção da prefeitura apostólica do Lago Alberto (hoje Diocese de Bunia) e dos vicariatos apostólicos de Ruwenzori (atual Arquidiocese de Mbarara) e de Masaka (hoje uma diocese).
Em 25 de março de 1953 em virtude da bula Quemadmodum ad Nos do Papa Pio XII o vicariato apostólico foi elevado à dignidade de arquidiocese metropolitana com o nome de Arquidiocese de Rubaga, atualmente um subúrbio de Campala.
Cedeu uma outra parte do território em 9 de agosto de 1965 para a ereção da Diocese de Hoima.
Em 5 de agosto de 1966 a arquidiocese de Rubaga se expandiu com porções de território que já haviam pertencido à diocese de Campala (cuja sé diocesana foi transferida para Jinja), e ao mesmo tempo assumiu o nome atual.
Em 17 de julho de 1981 e 30 de novembro de 1996, cedeu outras partes de território em benefício da ereção, respectivamente, da diocese de Kiyinda-Mityana e das dioceses de Kasana-Luweero e de Lugazi.
Recebeu as visitas apostólicas de Papa Paulo VI (1969), Papa João Paulo II (1993) e do Papa Francisco (2015).

## Prelados
| #                        | Nome                                          | Período     | Notas                            |
| Arcebispo                | Arcebispo                                     | Arcebispo   | Arcebispo                        |
| ------------------------ | --------------------------------------------- | ----------- | -------------------------------- |
| 6º                       | Paul Ssemogerere                              | 2021-       | Atual                            |
| 5º                       | Cyprian Kizito Lwanga                         | 2006 - 2021 | Faleceu no cargo                 |
| 4º                       | Emmanuel Cardeal Wamala                       | 1990 - 2006 | Arcebispo emérito                |
| 3º                       | Emmanuel Kiwanuka Cardeal Nsubuga             | 1966 - 1990 |                                  |
| 2º                       | Joseph Nakabaale Kiwánuka, M.Afr.             | 1960 - 1966 |                                  |
| 1º                       | Louis Joseph Cabana, M.Afr.                   | 1953 - 1960 |                                  |
| Arcebispo-coadjutor      |                                               |             |                                  |
|                          | Emmanuel Wamala                               | 1988 - 1990 |                                  |
| Bispos                   |                                               |             |                                  |
| 6º                       | Louis Joseph Cabana, M.Afr.                   | 1947 - 1953 | Elevado a Arcebispo              |
| 5º                       | Joseph Georges Edouard Michaud, M.Afr.        | 1933 - 1945 |                                  |
| 4º                       | Henri Streicher, M.Afr.                       | 1897 - 1933 |                                  |
| 3º                       | Antonin Guillermain, M.Afr.                   | 1895 - 1896 |                                  |
| 2º                       | Jean-Joseph Hirth, M.Afr.                     | 1889 - 1894 |                                  |
| 1º                       | Léon-Antoine-Augustin-Siméon Livinhac, M.Afr. | 1883 - 1889 |                                  |
| Bispos-coadjutores       |                                               |             |                                  |
|                          | Joseph Georges Edouard Michaud, M.Afr.        | 1932 - 1933 |                                  |
|                          | Jean Forbes, M.Afr.                           | 1917 - 1926 | Faleceu                          |
| Bispos-auxiliares        |                                               |             |                                  |
|                          | Christopher Kakooza                           | 1999 - 2014 | Nomeado Bispo de Lugazi          |
|                          | Matthias Ssekamaanya                          | 1985 - 1996 | Nomeado Bispo de Lugazi          |
|                          | Joseph Mukwaya                                | 1982 - 1988 | Nomeado Bispo de Kiyinda-Mityana |
| Administrador Apostólico |                                               |             |                                  |
|                          | Paul Ssemogerere                              | 2021        | Bispo de Kasana-Luweero          |